# جبوبة الرياشي (يريم)

تعديل مصدري - تعديل

جبوبة الرياشي محلة تابعة لقرية مرس، التابعة لعزلة رعين بمديرية يريم إحدى مديريات محافظة إب في الجمهورية اليمنية.، بلغ تعداد سكانها 51 حسب تعداد اليمن لعام 2004.